# Mers du Sud

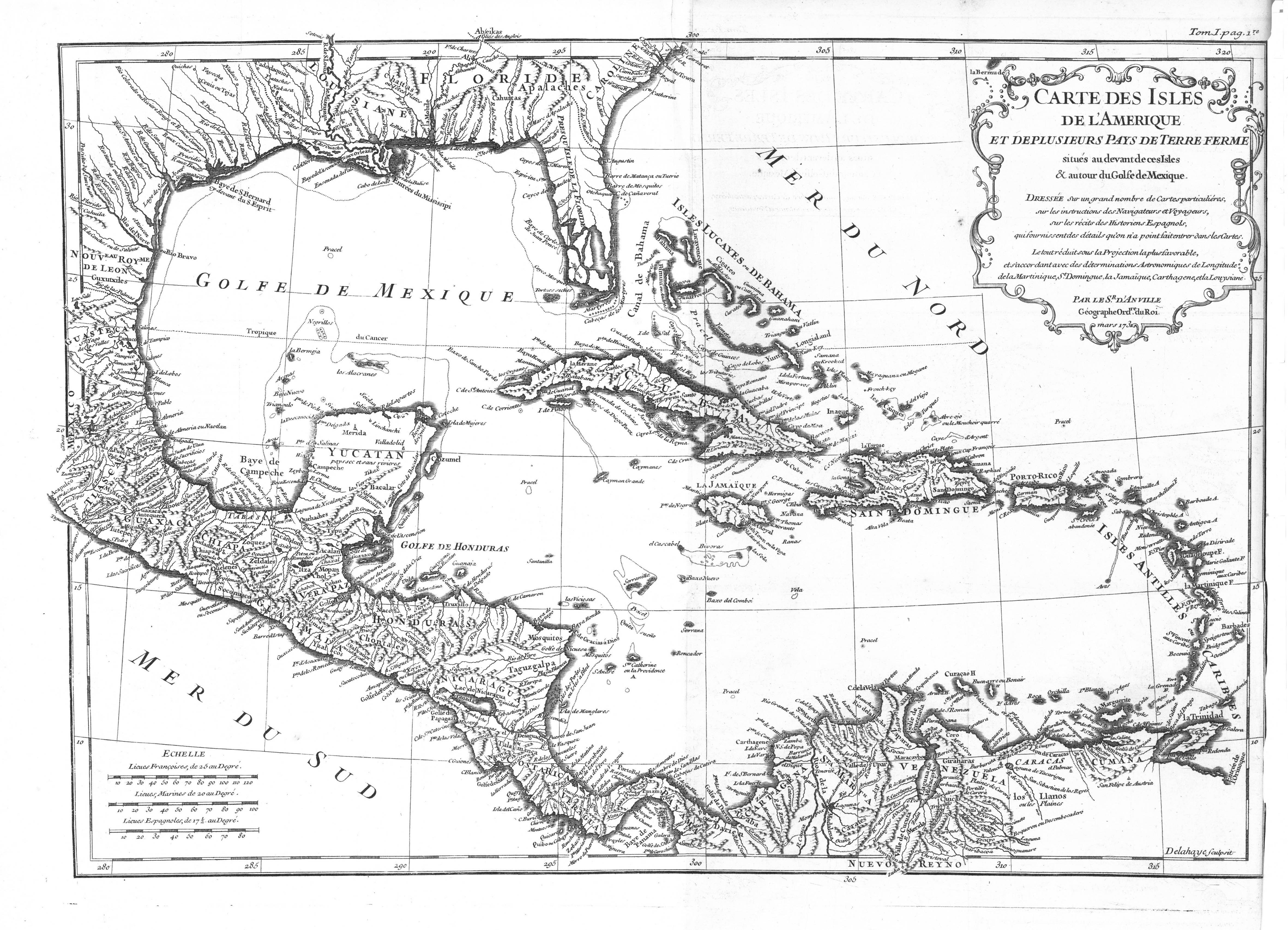
Ancienne carte du Golfe du Mexique et des Antilles montrant la mer du Sud.

Les mers du Sud désignaient dans le vocabulaire de l'Ancien Régime, en particulier celui des pirates, corsaires et armateurs, les côtes pacifiques de l'empire espagnol. S'y trouvaient les riches villes minières du Pérou et du Potosí. L'expression de « mer du Sud » signifiait bien souvent « océan Pacifique », un espace réservé à l'empire espagnol.
L'intérêt pour cet Eldorado a été éveillé par les récits des pirates et flibustiers sur le Rendez-vous de l'île d'Or, lieu cité dans de nombreuses biographies de pirates des années 1680, situé dans l'isthme de Panamá, non loin de l'archipel de San Blas où une petite île ferme partiellement une baie de 4 milles nautiques de profondeur. 
Les corsaires malouins ont su les premiers tirer des richesses importantes de ces mers, alors que Francis Drake et Guillaume Le Testu avaient franchi, non sans difficulté, l'isthme dès le milieu du XVIe siècle.
Le corsaire malouin Noël Danycan ainsi été fondateur de la Compagnie royale de la mer du Sud (1698), pour ouvrir au commerce français les côtes du Chili et du Pérou, sur l'Océan Pacifique. Dans le cadre de ces expéditions, qui pouvaient durer un an et demi, il attaqua Rio de Janeiro en 1711 avec le corsaire Duguay-Trouin. Il est cité à de très nombreuses reprises dans le roman de Bernard Simiot, Ces messieurs de Saint-Malo, autour de l'expression « Mer du Sud »[réf. incomplète].
Les mers du Sud et leurs symboles de richesses avaient suscité la création en Écosse, dès 1696, du projet Darién puis en 1711 en Angleterre la fondation de la Compagnie des mers du Sud, dont la bulle spéculative s'achève par le krach de 1720. En France, en 1716, John Law prépare un pari spéculatif assez proche en lançant la Compagnie d'Occident, au moment du système de Law, qui reprend les conquêtes de la Louisiane mais prétend aussi conquérir les mers du Sud.
En anglais, l'expression similaire South Seas désigne plutôt l'Océanie et ses nombreuses îles. Cette appellation reflète une vision européenne et coloniale sur l'Océanie, empreinte de clichés : « Cette expression évoque (...) des images enchanteresses : celles d'îles paradisiaques, de plages blanches et de cocotiers »

## Chronologie des spéculations et expéditions
- 1575 : John Oxenham, premier aventurier non espagnol à franchir l'isthme de Panama à pied, puis à passer à la mer du Sud,
- 1578 : l'explorateur anglais Francis Drake passe le détroit de Magellan.
- 1671 : Henry Morgan remonte le Rio Chagres pour aller attaquer Panama
- 1679 : John Coxon traverse l'isthme de Panama au Rendez-vous de l'île d'Or avec l'aide d'une cinquantaine d'indiens Kunas, 68 canots et 331 flibustiers,
- 1681 : Rendez-vous de l'île d'Or réussi à nouveau
- 1682 : Rendez-vous de l'île d'Or réussi à nouveau
- 1684 :  1 100 flibustiers hollandais, anglais et français s’associèrent pour piller la côte du Pérou, passant par l'isthme ou le cap Horn
- 1695 : lettre de Jean-Baptiste Du Casse à Paris pour un projet sur l'isthme de Panama[3]
- 1695 : la Compagnie du Darién créée à Édimbourg
- 1696 : la Compagnie du Darién fait voile vers l'isthme de Panama
- 1697 : l'expédition de Carthagène réussit mais des flibustiers français, mécontents du partage, descendent vers le Darién
- 1698 : la Compagnie du Darién décimée par la malaria et l'intervention de troupes espagnoles
- 1698 : fondation à Saint-Malo de la Compagnie royale de la mer du Sud (1698) par l'armateur Noël Danycan
- 1699 : Jacques Gouin de Beauchêne, capitaine malouin du Phelypeaux, passe le détroit de Magellan
- 1704 : le malouin capitaine Alain Porée premier Français à passer le cap Horn d'Est en Ouest[4]
- 1703 à 1708 : le malouin Pierre Perrée du Coudray de la Villestreux mène deux expéditions dans les mers du Sud
- 1711 : le malouin Duguay-Trouin réussit l'attaque de Rio de Janeiro
- 1711 : création d'une Compagnie des mers du Sud anglaise qui débouche sur une spéculation appelée South Sea Bubble.
- 1720 : krach de 1720 sur Compagnie des mers du Sud
- 1720 : krach du système de Law à Paris